# Augsburger Hof
Augsburger Hof war die Bezeichnung einer seit September 1848 bestehenden politischen Fraktion der Mitte in der Frankfurter Nationalversammlung.

## Name und politische Positionen
Wie bei den meisten Fraktionen der Nationalversammlung bezieht sich der Name auf den üblichen Versammlungsort der Fraktionsangehörigen in Frankfurt am Main. Er befand sich in der Weinschenke des Augsburger Hofes neben dem Trierischen Hof am Trierischen Plätzchen, Ecke Töngesgasse, zu Messezeiten Wohnsitz der Augsburger Kaufleute in der Stadt.
Der Augsburger Hof war eine Abspaltung konservativerer Abgeordneter der linksliberalen Fraktion Württemberger Hof. Die Fraktionsangehörigen verfolgten eine kleindeutsche Lösung und befürworteten eine konstitutionelle Monarchie.

## Mitglieder
Zur Fraktion zählten Politiker wie Karl Biedermann, August Emmerling, August Friedrich Gfrörer, Carl Joseph Anton Mittermaier, Robert von Mohl, Julius Ostendorf, Gabriel Riesser, Gustav von Rümelin, Gustav von Schlör, Philipp Wilhelm Wernher, Gustav Adolf Harald Stenzel und Adolf von Zerzog.